# Плач Єремії (гурт)
«Плач Єремі́ї» — український концептуальний рок-гурт. Є одним із найвизначніших українських рок-гуртів, вважається в Україні культовим. Гурт здобув чимало вітчизняних нагород у номінації рок-музики.

## Історія гурту
«Плач Єремії» на початку 1990 року заснував Тарас Чубай (у цей період Тарас виступав у складі музичного театру «Не журись»). Проте Чубай (гітара, вокал, музика) та Всеволод Дячишин (бас) грали разом ще з 1985 року (гурт «Циклон»). У первинний склад гурту «Плач Єремії» увійшли гітарист Олег «Білий» Шевченко, барабанщик Мирон Калитовський, арфістка Аліна Лазоркіна та віолончеліст Олекса Пахолків. Свій перший виступ гурт провів на сцені того ж самого «Не журись». Це був акустичний, «камерний» виступ у неповному складі. Перший же серйозний «електричний» концерт, відбувся на альтернативному фестивалі «Вивих» у 1990 році. Чубай так згадує перші концерти:
…перший виступ «Плачів» був ще в межах концертів театру-студії «Не журись» у лютому-березні 1990 року. Це була передвиборча програма, коли ще Чорновола підтримували. Перші концерти були в РОКСі, потім — у Львівській філармонії. Це був наш такий дебют. Ми тоді ще грали без барабанів, у такій камерно-акустичній версії, з віолончеллю. А перший виступ з барабанами відбувся на вечорі поезії Віктора Неборака, а в нього уродини 9 травня. І в кінці травня цього ж року ми виступили на «Вивиху». Тоді були виступи на стадіоні. Ми витягнули на сцену арфу. Вона там ледве не згоріла, коли була якась пожежа. Словом, було весело.
У 1991 році на фестивалі «Червона рута» в Запоріжжі «Плач Єремії» отримав друге місце в жанрі рок-музики (перше місце журі не присудило нікому). У 1993 році на міжнародному фестивалі «Марія» (Трускавець) гурт зібрав всі можливі нагороди — спеціальний приз журі, приз за найкращу пісню («О хто ти, о хто…»), приз глядацьких симпатій.
Перший офіційний альбом гурту — «Двері, котрі насправді є» — був записаний у 1993 році. За підсумками року «Плач Єремії» визнано найкращим концептуальним рок-гуртом в країні, а на заході України команда взагалі вважається культовою. Того ж 1993 року вчергове помінявся гітарист — Віктора Майського замінив Олександр Морокко. Врешті на соло-гітарі довелося грати самому Тарасові, а восени 1994 року у складі з'явилися новий барабанщик Олександр Каменецький та трубач Юрко Дуда. Також в 1994 році Плач Єремії виступали на центральному майдані Перемишля (Польща). Серпень-вересень 1994 року Тарас Чубай провів в Америці де займався виступами у місцевих клубах і промоцією гурту. Також у вересні 1994 Плач Єремії якіано виступили на фестивалі Альтернатива у Львові . На початку 1995 року побачив світ другий альбом «Най буде все як є…». Завдяки цій роботі літом 1996 року «Плач Єремії» отримав «Золоту Жар-птицю» Таврійських Ігор в номінації «Найкращий рок-гурт України». У 1997 році музиканти почали роботу над записом «Хата моя».
Через рік лейбл «Caravan CD» випустив на CD-збірник найкращих пісень гурту «Добре», а восени 1999 року вийшли максісингли «Я піду в далекі гори» та «Як я спала на сені». У 1999—2000 роках Чубай, який щойно перебрався до Києва, записав альбом колядок «Наше Різдво» та альбом пісень вояків ОУН-УПА «Наші партизани». У грудні 2002 року лейбл «Атлантик» випустив CD-збірник найкращих записів гурту «Рок легенди України — Плач Єремії» у серії «Українська колекція». Також у лютому 2002 року Тарас розпочав запис альбому пісень Володимира Івасюка у Львові на студії Олега «Джона» Сука, але незадоволений результатом засновує власну студію, де і закінчує роботу над проєктом «Наш Івасюк». У листопаді 2003 року Тарас Чубай видав платівку «Світло і Сповідь», у записі якої, крім «Плачу Єремії», взяв участь також камерний оркестр «Віртуози Львова». Майже водночас лейбл «Атлантик» випустив сольну платівку Всеволода Дячишина «Подорож в країну Бас».
Після перевидання альбому «Світло і Сповідь» у 2005 році Тарас Чубай і «Плач Єремії» записують живі виступи з оркестром та вокальною формацією «Пікардійська Терція», але альбоми не виходять через неможливість знайти видавця, який хотів би мати справу з подібним «неформатом».
На цьому етапі йде робота в студії над новим альбомом, в який увійдуть композиції на вірші Костя Москальця (автор пісні «Вона»), такі як «Золота Трава», «Матриця», «Вифлеєм» та ін., а також на вірші Б.-І.Антонича «Мова Гайова» і звичайно ж на поезію Григорія Чубая, батька Тараса.

## Склад
- Тарас Чубай — гітара, вокал
- Всеволод Дячишин — бас-гітара
- Юрій Дуда — клавішні, труба
- Андрій Войтюк — ударні

### Колишні учасники
- Олександр Каменецький (екс-"Пам`ятка Архітектури") — ударні [2]
- Олег «Білий» Шевченко — гітара
- Мирослав Калитовський — ударні
- Віктор Майський («Мая»)— гітара
- Олександр Мороко («Марокко»)— гітара
- Андрій Партика — гітара
- Олекса Пахолків — віолончель
- Аліна Лазоркіна — арфа
- Тетяна Лупій — перкусія
- Андрій Надольський — ударні

## Факти
- За результатами опитування @music пісня гурту «Плач Єремії» «Вона» визнана українським хітом, що найбільше запам'ятався за останню чверть століття[4].

## Дискографія

### Плач Єремії

#### Студійні альбоми
- 1993: Двері, котрі насправді є
- 1995: Най буде все як є…
- 1997: Хата моя
- 2003: Світло і сповідь ч.1

#### Компіляції
- 1998: Добре
- 2003: Рок-легенди України

#### Мініальбоми
- 1999: Я піду в далекі гори
- 2000: Як я спала на сені

#### Сингли
- 2003: Світло і Сповідь

### Інші альбоми та проєкти
- 1988: Постать голосу
- 1999: Наше Різдво
- 2000: Наші партизани
- 2002: Наш Івасюк
- 2003: Подорож в країну Бас
- 2014: Пісні самонаведення

## Виноски
1. ↑  Тарас Чубай: Львів потрапив під вплив російсько-хохляцької телевізійно-радійної схеми Тарас Чубай, 2010 року.
2. 1 2  часопис "АУТ" (АУдіоТолока). Публікації 1993-95 років.
3. ↑  reverbnation
4. ↑  Хит 'Плача Єремії' — визитка украинской музыки. Архів оригіналу за 8 листопада 2011. Процитовано 7 вересня 2011.